# Simsala Grimm
Simsala Grimm és una sèrie de televisió d'animació per a nens alemanya, formada per històries basades en contes de fades dels germans Grimm, Hans Christian Andersen i altres autors notables. La sèrie va ser creada per André Sikojev, Stefan Beiten i Claus Clausen, i coproduïda per Greenlight Media AG, Norddeutscher Rundfunk, Hahn Film AG, Millimages i Magma Films Ltd.
Aquesta sèrie ha estat traduïda, doblada i emesa en català. Va ser estrenada en català al canal de televisió K3 el 25 de juny de 2002 i ha estat emesa també a Barcelona Televisió i al canal Super3.

## Sinopsi
En cada episodi de la sèrie s'explica un dels famosos contes de fades clàssics a la terra màgica de Simsala. Els personatges principals Yoyo i Doc Croc fan de pont entre el narrador i el personatges propis de cada episodi, a qui solen ajudar. Cada episodi comença amb Yoyo i Doc Croc com a joguines en una prestatgeria a qui un llibre màgic dóna vida.